# يساليني بونافنتور
يساليني بونافنتور مواليد 29 أغسطس 1994 في لييج، بلجيكا، هي لاعبة كرة مضرب بلجيكية تلعب باليد اليسرى وتحتل حالياً المرتبة رقم. 158 (8 فبراير 2016) في تصنيف رابطة محترفات كرة المضرب. أعلى تصنيف لها في الفردي كان المركز الـ 146 في سنة 2015.

## روابط خارجية
- يساليني بونافنتور على موقع رابطة محترفات التنس (الإنجليزية)
- يساليني بونافنتور على موقع الاتحاد الدولي لكرة المضرب (الإنجليزية)
- يساليني بونافنتور على موقع كأس بيلي جين كينغ (الإنجليزية)
- يساليني بونافنتور على موقع بطولة ويمبلدون (الإنجليزية)
- يساليني بونافنتور على موقع خلاصة التنس.كوم (الإنجليزية)
- يساليني بونافنتور على موقع إي إس بي إن.كوم (الإنجليزية)